# Symfonie nr. 7 (Tüür)
Erkki-Sven Tüür voltooide zijn Symfonie nr. 7 "Pietas" in 2009.
Het is het resultaat van een gezamenlijk opdracht van het Radiosymfonieorkest Frankfurt/Hessische Rundfunk en Cincinnati Symphony Orchestra. Het werk is geschreven voor gemengd koor en symfonieorkest. Het orkest uit Frankfurt am Main mocht de wereldpremière verzorgen. Zij deden dat op 18 juni 2009 in de Alte Oper te Frankfurt onder leiding van Paavo Järvi.
De symfonie kent de klassieke vierdelige opzet (delen heten I-IV) en is geschreven in Tüürs eigen vectorstijl. Hij droeg het werk op aan "dalai lama Tenzin Gyatso and his lifelong endeavours". Het sereen klinkende koor is sporadisch te horen en zingt teksten van Gautama Boeddha, Mahatma Gandhi, Jimi Hendrix (Tüür was een tijdje rockmuzikant), Augustinus van Hippo, Moeder Teresa en Deepak Chopra. De teksten zijn (althans bij de ECM-opname) op de achtergrond te horen en worden ondersteund door de muziek. De kracht van de muziek, die de rumoerige toestand van de wereld zou weergeven, wisselt tussen pianissimo en fortissimo, waarbij het orkest als in golfbewegingen voorbeweegt, golf 3 is daarbij volgens de componist te vergelijken met het scherzo. Daarbij valt op dat het slotdeel bijna net zo lang duurt als de drie voorgaande samen.    
Orkestratie:
- gemengd koor (SATB)
- 3 dwarsfluiten, 3 hobo’s, 4 klarinetten (IV ook basklarinet), 3 fagotten (III ook contrafagot)
- 4 hoorns, 3 trompetten, 3 trombones, 1 tuba
- pauken, 4 man/vrouw percussie, harp
- violen, altviolen, celli, contrabassen